# Surutoin

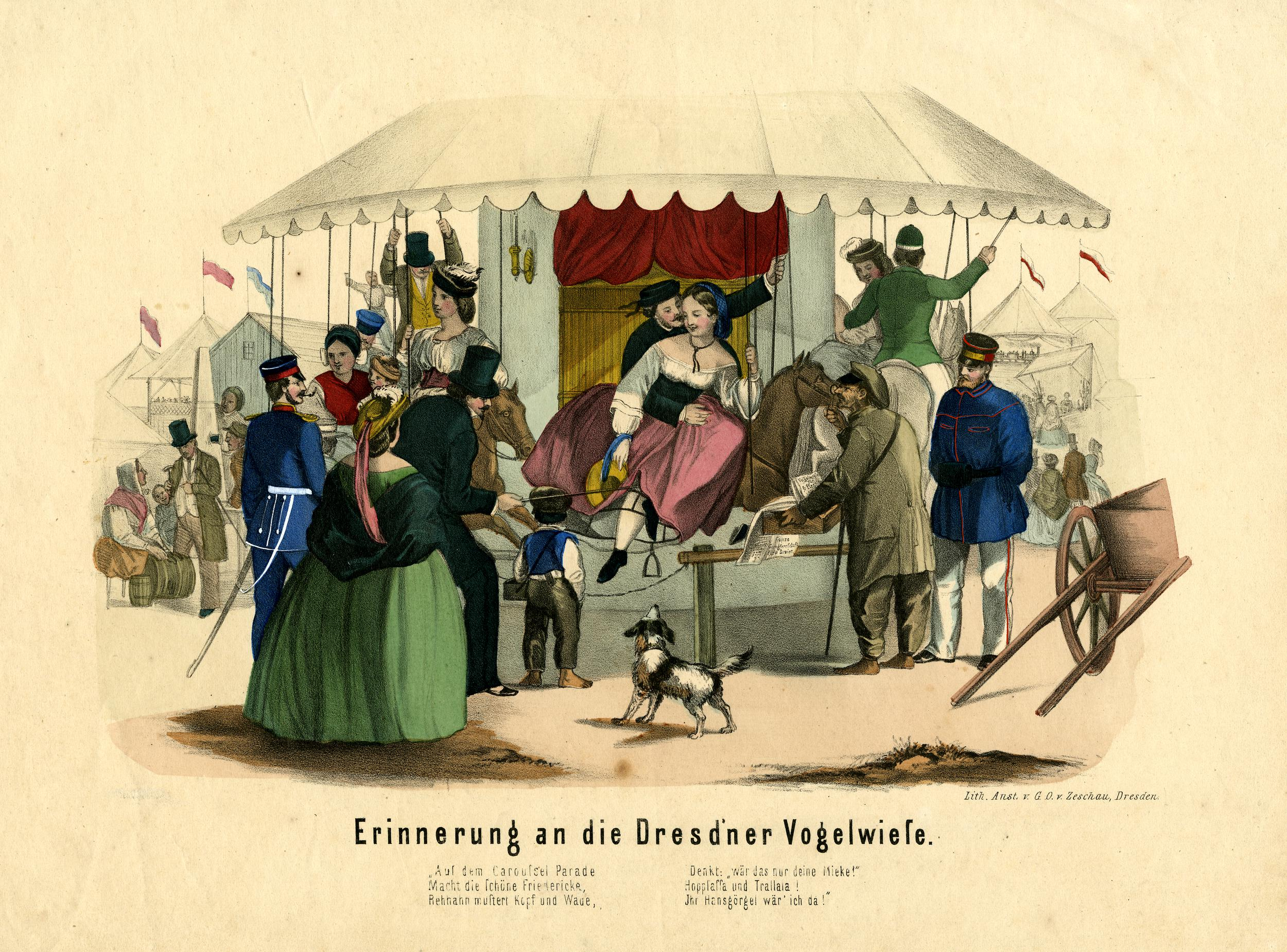
Karusell på Vogelwiese i Dresden

Surutoin (danska, svenska: Sorgenfri) är den första nöjesparken på finsk mark och verkade från 1819 till 1826. De många danska cirkuskonstnärer som besökte Finland under början av 1800-talet kan ha fört med sig idén till parken från Dyrehavsbakken i Köpenhamn.

## Gadolins trädgård
Professorn i kemi vid Akademien i Åbo Johan Gadolin köpte 1794 ett åkerstycke på sydsluttningen av Vårdberget i Åbo. Han köpte tilläggsmark så att hans trädgård kom att innefatta det nuvarande kvarteret mellan Klostergatan, Vårdbergsgatan, Sirkkalagatan och Kaskisgatan och mindre områden utanför detta. En för staden ovanligt väl utrustad trädgård anlades genom dränering, sprängning, murbyggen och rabattanläggningar. I trädgården stod 1812 300 äppelträd och 200 körsbärsträd. Produkterna från handelsträdgården såldes sedan i staden. På ett område norr om dagens Klostergata uppförde Gadolin 1798 en laboratoriebyggnad av sten, som står kvar ännu idag.  Där skulle han tillverka konstgjorda mineralvatten, målarefärger med mera som tillhör den tekniska kemin. Dess produkter såldes och därtill tillverkade han precisionsinstrument av glas. Då Akademien 1805 gick miste om sitt kemiska laboratorium anordnades undervisningen i Gadolins laboratorium  till år 1816 då Gadolin sålde gården.

## Sommarpromenaden Surutoin
Gården köptes i början av år 1816 av apotekaren Henrik Johan Kjöllerfeldt, som inrättade ett ölbryggeri och läskedryckstillverkning i laboratoriebyggnaden. Trädgårdens produkter behövdes för apoteket men odlades också för direkt försäljning. Varken ölet eller trädgårdsprodukterna vann någon större efterfrågan varför Kjöllerstedt sålde trädgården redan år 1821. Före det hade han 1819 kommit överens med fältkamreren Pehr Magnus Levison om att denne fick använda trädgården i förtjänstsyfte. Trädgården betecknades som en sommarpromenad och gavs namnet Surutoin. Den pryddes med flaggor och vimplar och försågs med olika nöjesanläggningar såsom gungor och en karusell. Man kunde promenera i trädgården, lyssna på musik och förfriskningar serverades i en restaurang. Parken blev plats för de många vandrande cirkuskonstnärer, djurförevisningar med mera som kom till staden. Nöjesfältet hade en årsavgift och särskilda avgifter för de olika nöjena. Efter en brand 1822 som förstörde en del av nöjesfältet sålde Kjöllerfeldt området till bryggaren Pehr D. Lundberg som lät Levison gå och själv tog hand om nöjesfältet. Det upplevde sin blomstringstid under åren 1824 till 1826 men där emellan gick Lundberg i konkurs och 1825 övergick område till samme Levison. Denne hade under de föregående åren etablerat ett nöjesfält kallat Manilla på Runsala men det fick inte tillräcklig lönsamhet och anläggningarna flyttades år 1825 till Surutoin. På konkursauktionen efter Lundberg år 1826 köptes gården av Johan Gadolin som inte hade någon större användning för den. Nöjesparken drog inte heller längre publik och Levison sålde sina anläggningar. Nöjesfältet lades ned samma år.